# 子宫圆韧带疼痛
子宫圆韧带疼痛（round ligament pain，RLP）是与子宫圆韧带相关的疼痛，通常发生在妊娠中期并持续至分娩。子宫圆韧带疼痛是妊娠期间最常见的不适之一。尽管也有产后子宫圆韧带疼痛的病例报告，但通常情况下在分娩后疼痛就会完全消退。另外子宫圆韧带疼痛也会发生在非妊娠女性中 。

## 症状
子宫圆韧带疼痛以以下症状最为常见：
- 下腹部突然疼痛，通常发生在骨盆区域右侧，并可延伸至腹股沟。
- 突然运动或进行体力活动时腹部剧痛，并且这种疼痛是突然的、间歇性的并且仅持续几秒钟。[4]

## 疼痛原因
会引起子宫圆韧带疼痛的原因有很多。尽管在怀孕期间很常见，但非妊娠女性也可能出现子宫圆韧带疼痛。 子宫圆韧带疼痛最常见原因如下：
- 当圆韧带不自主收缩时，痉挛或抽筋可能会导致子宫圆韧带疼痛。圆韧带拉动女性生殖系统的神经纤维和敏感结构。由于子宫往往位于身体的右侧，因此疼痛也常常在右侧感觉到。这导致它经常与阑尾炎相混淆。 [5]
- 在怀孕期间，子宫会扩张以容纳不断成长的胎儿。子宫尺寸和重量的增加会给固定子宫位置的圆韧带带来压力，导致其拉伸。在体力消耗或突然运动时，韧带会过度拉伸，从而引起疼痛。
- 静脉曲张[6] ，例如圆韧带血管扩张，可能在怀孕期间发生，引起疼痛和肿胀。精索静脉曲张始于圆韧带和腹股沟管的静脉，与怀孕期间卵巢和骨盆静脉的充血有关。
- 侵入或毗邻子宫圆韧带的子宫内膜异位症[7] [8]可导致育龄非妊娠女性出现子宫圆韧带疼痛。
- 其他涉及子宫圆韧带的病症也可导致子宫圆韧带疼痛。

## 诊断
怀孕期间的腹痛可能是由多种病症引起的。子宫圆韧带疼痛是这些疼痛中最常见且最无害的疼痛之一。然而，子宫圆韧带疼痛的诊断尚有困难。以下疾病与子宫圆韧带疼痛症状拥有相似症状：阑尾炎、宫外孕、肾结石、泌尿道感染、子宫收缩、腹股沟疝、卵巢囊肿和子宫内膜异位症。如果腹痛持续，并伴有阴道出血、阴道分泌物过多、发烧、发冷或呕吐等症状，则极有可能不是子宫圆韧带疼痛，需要立即就医。 
体检、超声波检查、血液和尿液检查都或许能够查明腹痛的真正原因。然而，在某些情况下，子宫圆韧带疼痛仅能通过探查手术被诊断出来。  

## 病例报告
在许多情况下，子宫圆韧带疼痛会与引起腹痛的其他疾病相混淆。以下是一些与子宫圆韧带疼痛相关的诊断。
子宫圆韧带疼痛和阑尾炎
一名22岁的孕妇出现腹痛症状，初步诊断为子宫圆韧带疼痛并已出院。后续症状和进一步检查显示患有急性非穿孔性阑尾炎，需要手术。阑尾切除术成功，但出院后7天发生早产，导致自然流产。
子宫圆韧带疼痛和腹股沟疝
已报道了几例妊娠期间圆韧带静脉曲张导致子宫圆韧带疼痛的病例，尽管这些病例经常被误诊为腹股沟疝。 
在一个案例中，一名怀孕28周的妇女左侧阴部出现肿块。站立时肿胀明显，但平卧时不明显，并有咳嗽冲动。超声检查显示子宫圆韧带静脉曲张。 
在另一个案例中，一名怀孕22周的妇女被诊断患有腹股沟疝并接受了手术。探查手术未能找到疝气，但发现了圆韧带静脉曲张。子宫韧带切除术成功实施，无围产期和产后并发症。
产后子宫圆韧带疼痛
已报告了几例产后子宫圆韧带疼痛病例。在一个案例中，一名27岁的女性在正常阴道分娩24小时后出现腹痛。另一个病例是一名29岁的女性，她在分娩3天后出现子宫圆韧带疼痛。这两例病例的初步诊断都是腹股沟疝。在第一例病例中，紧急手术并未发现疝气，但发现子宫圆韧带水肿和血栓形成的静脉曲张。血栓部分被切除后，患者康复，没有留下后遗症。 
另一份病例报告描述了一名37岁的女性在正常阴道分娩6天后出现腹股沟肿块。 CT和MRI显示，子宫圆韧带的腹股沟走行至大阴唇处有血栓血管。
子宫圆韧带疼痛和子宫内膜异位症
据报道，在有生育能力的非妊娠妇女中，有多例腹股沟子宫内膜异位症患者，其症状侵犯子宫圆韧带。在大多数情况下，子宫内膜异位症的诊断都很困难。在某些情况下，只有通过探查手术才能确诊圆韧带子宫内膜异位症。  
子宫圆韧带疼痛和肌瘤
曾有病例报道称子宫圆韧带上出现肌瘤样生长。  
子宫圆韧带疼痛和体外受精
体外受精期间的促性腺激素刺激可诱导女性生殖系统某些部位的囊肿发展。一份病例报告记录了一名妇女在进行体外受精后子宫圆韧带上出现间皮囊肿的情况。 

## 治疗
一旦诊断出患有子宫圆韧带疼痛，就有很多方法可以减轻疼痛而不危及怀孕。
- 止痛药。对乙酰氨基酚在怀孕期间可安全服用，因此是子宫圆韧带疼痛的孕妇最常用的止痛药。[5]
- 热敷。对疼痛部位进行热敷可能会有所缓解。热水浸泡和热水浴也可能有帮助。[5]
- 调整动作与姿势。突然的动作（例如坐下、站立、打喷嚏、咳嗽）、体力消耗以及长时间保持同一休息姿势都可能导致子宫圆韧带疼痛。因此调整动作与姿势可以帮助缓解病情并防止病情恶化。此外应尽量避免可能导致韧带痉挛的突然动作，例如打喷嚏或咳嗽时，可弯曲臀部以支撑身体，从而尽量减少韧带的拉力。[5]
- 休息。休息是治疗子宫圆韧带疼痛的最佳方法之一。躺下时，建议缓慢而有规律地改变姿势。[來源請求][需要引用]
- 体育锻炼。妇科医生可能会建议每天进行伸展运动。例如。双手和膝盖跪在地板上，然后将头低下到地板上，并保持臀部抬高。骨盆（臀部）倾斜运动似乎也有助于降低疼痛的强度和持续时间。 [17] [18]
- 外科手术。对于涉及子宫内膜异位症和子宫腺肌病的子宫圆韧带疼痛，可能需要进行手术切除子宫圆韧带或切除囊肿和肌瘤。[2][6]